# ウィロー・ローゼンバーグ
ウィロー・ローゼンバーグ（Willow Rosenberg）は、テレビドラマ「バフィー 〜恋する十字架〜」（1997年〜2003年）およびスピンオフ作品「エンジェル」に登場する架空の人物。アリソン・ハニガンが演じた。

## 人物
バフィーの親友。頭脳明晰。当初はさえないガリ勉で、ダサく見える外見のためコーディリアによくからかわれている。しかし第2シーズン「ダイハード・スクール」の事件をきっかけに2人の関係は変わる（コーディリアは外見とは裏腹に臆病だった）。

### 特徴
初めはコンピューターを使った情報収集でバフィーをサポートしていたが、魔術の勉強を始めてからはウィローの魔術がバフィーにとって不可欠なものとなる。しかし、エイミーから魔術の指導をうけてからやや暴走気味になる。

### 恋人
高校時代、幼馴染のザンダーと交際していたが、ザンダーをコーディリアに横取りされてからはオズと付き合う。大学に入学後、サークルでタラ（アンバー・ベンソン）と出会い、恋人同士になる。

### エピソード
「エンジェル」の第4シーズンではアンジェラスと化したエンジェル（デヴィッド・ボレアナズ）に魂を与える。
サニーデール崩壊後、恋人ケネディとともにブラジルに移住する。
ケネディと別れた後、復讐の鬼と化したエイミーとウォーレンに再会する（コミック版「第8シーズン：The Long Way Home」）。
23世紀、ダーク・ウィローとして登場、バフィーと対決する（『Time of Your Life』）。

## 家族
シーラ（ジョーダン・ベイカー/Jordan Baker）
ウィローの母親。『ジンジャーブレッド』に登場。

## 友人
バフィー・アン・サマーズ
バンパイア・スレイヤー。
コーディリア・チェイス
ウィローの友人。
ザンダー・ハリス
ウィローの恋人。
エイミー・マディソン
中学のときからの親友。
タラ・マックレー
大学時代の恋人。
ケネディ
スレイヤー候補生。後にバンパイア・スレイヤーになる。
ダニエル・オズボーン
愛称：オズ。高校、大学時代の恋人。
ハーモニー・ケンドール
高校時代の友人。
ハース・フレイ
ダーク・ウィローの手下。バンパイア。コミック『フレイ』、『Time of Your Life』に登場。